# أنشطة ما بعد المدرسة
بدأت أنشطة ما بعد المدرسة، المعروفة أيضًا باسم برامج ما بعد المدرسة أو رعاية ما بعد المدرسة، في أوائل القرن العشرين بوجه أساسي فقط للإشراف على الطلاب بعد جرس المدرسة الأخير.  اليوم، تٌقدم برامج ما بعد المدرسة أكثر من ذلك بكثير. هنالك تركيز على مساعدة الطلاب في العمل المدرسي، ولكن يمكن أن يكون مفيدًا للطلاب بطرق أخرى. لن يحد برنامج ما بعد المدرسة، اليوم، من تركيزه على الأكاديميين، ولكن بإحساس شامل لمساعدة الطلاب.
 نشاط ما بعد المدرسة هو أي برنامج مُنظم يمكن الشاب أو المتعلم البالغ أن يشارك فيه تطوًعً خارج اليوم الدراسي التقليدي. تٌشغِل المدرسة الابتدائية أو الثانوية بعض البرامج، في حين تٌشغِل منظمات غير ربحية أو تجارية ممولة من الخارج البعض الآخر. يمكن أن تحدث برامج الشباب بعد المدرسة داخل مبنى المدرسة أو في أي مكان آخر في المجتمع، مثلًا في مركز مجتمعي أو كنيسة أو مكتبة أو حديقة. تعد أنشطة ما بعد المدرسة حجر الزاوية في الرعاية المنسقة، وهو أسلوب تربية يركز على اكتساب الأطفال خبرة القيادة والمهارات الاجتماعية من خلال المشاركة في الأنشطة المنظمة.  يعتقد المؤيدون أن هؤلاء الأطفال يكونون أكثر نجاحًا في الحياة اللاحقة، في حين يعتبر الآخرون أن الكثير من الأنشطة تشير إلى الأبوة المفرطة.  في حين أظهرت بعض الأبحاث أن برامج ما بعد المدرسة المنظمة يمكن أن تؤدي إلى درجات اختبار أفضل وإكمال واجبات منزلية ودرجات أعلى،  فقد شكك المزيد من الأبحاث في فعالية برامج ما بعد المدرسة في تحسين نتائج الشباب مثل السلوك الخارجي والمدرسة الحضور.  بالإضافة إلى ذلك، قطعت بعض الأنشطة أو البرامج خطوات كبيرة في سد فجوة التحصيل، أو الفجوة في الأداء الأكاديمي بين الطلاب البيض والطلاب الملونين وفقًا للاختبارات الموحدة.   مع أن وجود أنشطة ما بعد المدرسة أمر عالمي نسبيًا، إلا أن البلدان المختلفة تنفذ أنشطة ما بعد المدرسة بطريقة مختلفة، مما يتسبب في اختلاف أنشطة ما بعد المدرسة على نطاق عالمي.

## الهيكل والتنظيم

### الأنشطة النموذجية
هنالك عدد لا يحصى من الأنشطة المنظمة بعد الدوام المدرسي للأطفال والشباب والمتعلمين الكبار. يمكنهم التركيز على مجموعة متنوعة من الأنشطة أو القضايا، مثل:
- القراءة متضمنة نادي مناقشة الكتاب
- الرياضة، متضمنة كرة القدم والبيسبول وسباق السكوتر والهوكي والسباحة
- الفنون المسرحية، متضمنة الرقص والدراما والباليه والجوقة والفرقة
- الفنون الإبداعية، متضمنة الرسم والرسم والحرف اليدوية
- تعليم الموهوبين / التعويضي، متضمنة Kumon لمحو الأمية والرياضيات وما إلى ذلك.
- التحضير للاختبار، متضمنة Kaplan وPrinceton Review وSylvan Learning وغيرها.
- التعليم في الهواء الطلق، متضمنة الكشافة، والمرشدات، ولواء الأولاد، وحريق المعسكر، و 4-H ، والطلاب
- محو الأمية المالية، متضمنة Jump $ tart وإنجاز وغيرهما.
- الأنشطة اللامنهجية في المدارس ، متضمنة DECA، و Future Business Leaders of America ، وزمالة الرياضيين المسيحيين
- التوعية المجتمعية، متضمنة جميع نجوم ما بعد المدرسة ونوادي الفتيان والفتيات في أمريكا

### إدارة
تستضيف العديد من المدارس الابتدائية والمتوسطة والثانوية أنشطة ما بعد المدرسة. توفر المراكز المجتمعية ومراكز المراهقين بعض أنشطة ما بعد المدرسة التي تكون مجانية، في حين توفر الشركات الربحية التي تتقاضى رسومًا مقابل العضوية البعض الآخر. غالبًا ما يختلف تنظيم وإدارة أنشطة ما بعد المدرسة من بلد إلى آخر ويعتمد على الخلفية الثقافية.

## بلدان الحالة

### الهند
بدأ عدد من اللاعبين في تقديم خدمات دعم ما بعد المدرسة، لكن العدد لا يزال صغيرًا جدًا بالنظر إلى عدد سكان الهند الكبير وأهمية التعليم للطبقة الوسطى الهندية وغيرها. يجب أن يدخل المزيد من اللاعبين إلى السوق لتقديم دعم الجودة، والذي لا توفره المدارس العادية ذات الفصول الكبيرة وتقنيات التدريس التقليدية. من بين المجموعة الحالية لمقدمي خدمات الدراسة بعد المدرسة، فإن الأكثر طلبًا هم أولئك الذين لديهم وحدات تعليمية فردية تكمل منهج المدرسة K-12. تعتبر Way2Success Learning Systems أول مزود هادف للربح في الهند لبرامج ما بعد المدرسة الفردية الموجهة أكاديميًا والتي تكمل المنهج الدراسي. وهم يعملون في مناطق نيودلهي ونويدا وجورجاون وفريداباد. NutSpace Edtech الجندي. المحدودة. تستخدم منهجية التفكير الابتكاري الخاصة بها لبناء مهارات القرن الحادي والعشرين لدى الأطفال. يساعد الأطفال على تطوير الصفات القيادية وتعزيز المهارات مثل: التواصل والتفكير النقدي والإبداع والتعاون. وهم يعملون حاليًا من كانبور ولاكناو.

### تايوان
تحيط العديد من برامج ما بعد المدرسة في تايوان بالإثراء الأكاديمي والتحضير للاختبار. بحث الباحثان تشين ولو في تأثير الأنشطة الأكاديمية بعد المدرسة في طلاب المدارس الثانوية في تايوان، وأظهرت دراستهم لعام 2009 أن برامج الإثراء الأكاديمي بعد المدرسة ومدارس كرام الخاصة في تايوان تزيد من التحصيل التعليمي للطلاب ولكن لها تأثير سلبي في الطلاب من الناحية النفسية. 

### الإمارات العربية المتحدة
في الإمارات العربية المتحدة، Afterschool.ae هي منصة سوق مبتكرة عبر الإنترنت تتيح للآباء العثور على أنشطة الأطفال والتخطيط لها وحجزها، وتساعد مزودي أنشطة الأطفال في العثور عليهم عبر الإنترنت. 

### المملكة المتحدة
عادة تُنَظم أنشطة ما بعد المدرسة في بريطانيا تجاريًا ويدفع ثمنها الآباء. يحضر العديد من الأطفال عدة مرات في الأسبوع، وأحيانًا أكثر من حضور واحد في اليوم. تحدث أنشطة مماثلة أيضًا في عطلات نهاية الأسبوع.
عادة ما يكون هنالك تركيز أقل من الولايات المتحدة على الإغناء، بما يتجاوز الاختيار الأساسي للنشاط؛ مثلًا كرة القدم (كرة القدم) نشطة بدنيًا وتطور العمل الجماعي.

### الولايات المتحدة
تعد برامج ما بعد المدرسة شائعة جدًا اليوم في الولايات المتحدة. يبلغ مجموع أعضاء أكبر 40 منظمة شبابية وطنية اليوم حوالي 40 مليون شاب. تركز نوادي الفتيان والفتيات في أمريكا أساسيًا على التنمية الإيجابية للشباب. يقدم موظفوهم المعلومات والإرشادات والدعم العاطفي في ما يتعلق بمجموعة واسعة من القضايا التي يواجهها الشباب في الأحياء التي غالبًا ما تكون عالية الخطورة.  هنالك برامج وطنية لما بعد المدرسة، بالإضافة إلى دعاة وطنيين للوصول إلى برامج ما بعد المدرسة، مثل Afterschool Alliance، ولكن العديد من برامج ما بعد المدرسة في الولايات المتحدة تعمل على مستوى الولاية.  أُنشِئَ أقدم برنامج ما بعد المدرسة في البلاد، وهو Knickerbocker Grays، في عام 1881 ويقع في مدينة نيويورك.
في ولاية فرجينيا، منظمة الفول والأرز هي منظمة تنمية اقتصادية مجتمعية تبني الأصول وتطور القدرات في الأسر ذات الدخل المنخفض والمتوسط من خلال البرامج الاقتصادية والتعليمية. تقدم المنظمة برامج ما بعد المدرسة في بولاسكي ورادفورد. يعمل المتطوعون بصفتهم مرشدين ومدرسين ومدرسين خصوصيين. يتلقى جميع المتطوعين التدريب والإشراف الدقيق من موظفي المنظمة والمتطوعين ذوي الخبرة. يحصل طلاب المرحلة الابتدائية الذين يشاركون في برامج المنظمة بعد المدرسة على وجبة خفيفة ودروس خصوصية وفرص لعب نشطة ونماذج إيجابية. 
في تكساس، يوجد برنامج على مستوى الولاية لإنشاء برامج ما بعد المدرسة: Texas Afterschool Centers on Education، أو Texas ACE .Texas ACE هي جزء من وكالة تكساس التعليمية، بتمويل من برنامج مراكز التعلم المجتمعي في القرن الحادي والعشرين التابع لوزارة التعليم الأمريكية، والذي يرعى برامج الإثراء بعد المدرسة في المدارس منخفضة الموارد في الولايات المتحدة.
في كاليفورنيا، تُمَوَّل برامج ما بعد المدرسة في المرحلة الثانوية أساسيًا من خلال منح برنامج 21st Century High School ASSETS (أمان ما بعد المدرسة وإثراء المراهقين). هذه المنح تنص على أن البرامج يجب أن تشمل مكونات أكاديمية وإثراء وصحية وتغذوية. تُمَوَّل برامج ما بعد المدرسة في المدارس الابتدائية بكاليفورنيا غالبًا من خلال منح برنامج ASES (التعليم والسلامة بعد المدرسة) الذي فُوِّضَ عندما وافق الناخبون على مستوى الولاية على اقتراح كاليفورنيا 49 (2002) . توفر هذه المنح الكثير مما توفره منح الأصول على المستوى الثانوي، مع أن هناك مكون إضافي لمحو الأمية لدى الأسرة. في جميع أنحاء جنوب كاليفورنيا، يعمل مقدمو الخدمات غير الربحية بالشراكة مع المناطق التعليمية لتوفير برامج ما بعد المدرسة للطلاب من رياض الأطفال حتى الصف الثاني عشر. عادةً تتقدم المناطق التعليمية بطلب للحصول على المنح لتمويل برامج ما بعد المدرسة المحلية. ثم تختار المقاطعات إما إدارة هذا البرنامج داخليًا أو الاستعانة بمصادر خارجية للإدارة لمنظمة مجتمعية (CBO) أو منظمة غير حكومية (NGO) أو مقدم خدمة محلي غير هادف للربح. Beyond the Bell هو برنامج ما بعد المدرسة وتديره المنطقة ويُقَدَّم للطلاب في منطقة مدارس لوس أنجلوس الموحدة.(LAUSD) THINK Together، أكبر مزود غير ربحي في كاليفورنيا ، يتعاقد مع نحو من 20 من شركاء المنطقة التعليمية في جنوب كاليفورنيا لتشغيل وإدارة برامج ما بعد المدرسة الموجهة أكاديميًا في نحو 200 موقع مدرسة تقع في مقاطعات لوس أنجلوس وأورانج وريفرسايد وسان برناردينو.

## فوائد أنشطة ما بعد المدرسة

### الاستخدام الإيجابي للوقت
يرغب بعض الآباء العاملين في أن يخضع أطفالهم لمزيد من الإشراف خلال ساعات ما بعد المدرسة، والتي اكتشفت دراسة ماهوني ولارسون وإيكلز لعام 2005 أنها سبب رئيسي في تسجيل الطلاب في برامج منظمة بعد المدرسة.  وبالمثل، في مقال نُشر عام 2010 ، وجد الباحثان وو وفان إيجرين أن بعض الآباء يسجلون طلابهم في برامج ما بعد المدرسة من أجل منحهم مكانًا آمنًا خاضعًا للإشراف لقضاء بعض الوقت.  تقوم العديد من أنشطة ما بعد المدرسة في فترة بعد الظهر من أيام المدرسة أو في عطلات نهاية الأسبوع أو خلال فصل الصيف، مما يساعد الآباء العاملين في رعاية الأطفال. في حين تعمل بعض برامج ما بعد المدرسة باعتبارها مرفقًا للرعاية النهارية للأطفال الصغار، تستهدف البرامج الأخرى على وجه التحديد المراهقين في المدارس المتوسطة والثانوية مما يوفر فرصًا للأطفال من جميع الأعمار.
يجادل بعض مؤيدي هذه البرامج بأنه إذا تُرك الأطفال والمراهقون دون إشراف، فقد يقعون في أنشطة غير مرغوب فيها مثل الاختلاط الجنسي أو تعاطي المخدرات أو النشاط المرتبط بالعصابة.   نظرًا لأن المراهقين هم من كبار السن بما يكفي لتتركهم دون إشراف، فإنهم أكثر عرضة للانخراط في السلوك الإجرامي مقارنة بالأطفال الصغار، مما قد يزيد من الحاجة المتصورة إلى برامج بناءة بعد المدرسة، كما يجادل كوك وجودفريدسون ونا في مقالهم عام 2010 في مجلة الجريمة والعدالة.  في الولايات المتحدة، زاد الاهتمام باستخدام برامج ما بعد المدرسة للوقاية من الانحراف بدرجة كبيرة بعد أن وجدت الأبحاث أن معدلات اعتقال الأحداث تبلغ ذروتها بين الساعة 2 مساءً والساعة 6 مساءً في أيام الدراسة.  من خلال إبقاء الطلاب مشاركين في الأنشطة المتعلقة بالمدرسة، فإنه يقلل من فرصتهم في التورط في نشاط إجرامي أو تعاطي المخدرات والكحول. أدى الانخراط في برامج ما بعد المدرسة إلى حصول الطلاب على نظرة أكثر سلبية حول المخدرات. تُظهر دراسة النتائج الإيجابية من المشاركة في برنامج ما بعد المدرسة أن هنالك استخدامات أقل للعقاقير مثل ‹‹الكحول والماريجوانا وتعاطي المخدرات الأخرى›› Kraemer، وآخرون، (2007) بعد المشاركة في برنامج ما بعد المدرسة. 

### النمو الأكاديمي
تشير الدراسات إلى أن برامج ما بعد المدرسة مفيدة للأطفال والمراهقين على حد سواء. وجدت دراسة طويلة الأمد أجراها بوسنر وفاندل عام 1994 أن الأطفال في برامج ما بعد المدرسة الأكاديمية المنظمة زادوا من التحصيل الدراسي مقارنة بأقرانهم.  اختار الباحثون مجموعة من الأطفال الذين شاركوا في نوع من برامج ما بعد المدرسة ومجموعة أخرى من الأطفال الذين لم يشاركوا في برنامج رسمي بعد المدرسة بصفتهم مجموعة ضابطة. قدموا تقييمات للأطفال وأولياء أمورهم ومعلميهم من أجل تحديد مستويات التحصيل الدراسي للأطفال ، وأظهرت النتائج أن الطلاب الذين شاركوا في برنامج منظم بعد المدرسة كانوا أكثر عرضة للحصول على درجات أفضل و أداء أعلى في اختبارات الرياضيات والقراءة من أولئك الذين لم يشاركوا في برنامج ما بعد المدرسة.  وبالمثل، أظهرت دراسة أجراها Durlak و Weissberg و Pachan عام 2010 أن كلا من الأطفال والمراهقين قد حققوا مكاسب أكاديمية كبيرة من خلال المشاركة في برامج ما بعد المدرسة. 
وجدت العديد من الدراسات الأخرى (مثلًا ، Morrison و Storino و Robertson و Weissglass و Dondero ، 2000 ؛ Tucker et al. ، 1995) أن التدريس الأكاديمي بعد المدرسة أو المساعدة في الواجبات المنزلية قد لا يؤدي إلى تحسين الأداء الأكاديمي، ولكن بدلاً من ذلك، منع تدهور الأداء عند العديد من الشباب المعرضين للخطر. موريسون وآخرون (2000) درس 350 من الطلاب المعرضين للخطر، شارك نصفهم في برنامج ما بعد المدرسة الذي قدم المساعدة في الواجبات المنزلية، والدروس الخصوصية، وأنشطة الإثراء الثقافي. وجدوا بعد عام واحد أن الطلاب في البرنامج حافظوا على مستوياتهم الأولية من الترابط المدرسي وتقييمات المعلمين لسلوك الطلاب، في حين أظهرت مجموعة متطابقة من الطلاب الذين لم يشاركوا في البرنامج انخفاضًا في هذه التدابير خلال الفترة الزمنية نفسها. تاكر وآخرون (1995) قيموا برنامج تعليمي لما بعد المدرسة يخدم الطلاب الأمريكيين من أصل أفريقي من ذوي الدخل المنخفض. بعد عامين، لم يُظهر المشاركون زيادات كبيرة في الدرجات، لكن الطلاب الذين لم يكونوا في البرنامج أظهروا انخفاضًا ملحوظًا في الدرجة. تشير هذه الدراسات معًا إلى أن الدعم الأكاديمي بعد المدرسة قد يلعب دورًا وقائيًا من خلال المساعدة في منع فقدان مشاركة المدرسة حتى لو لم ينتج مستويات أعلى من الأداء.
الأقليات، الدخل المنخفض، البيئات الحضرية، ‹‹المعرضة للخطر››، وغيرها من الدلالات السلبية التي توصف بالشباب تعيق الإنجازات الأكاديمية.   يمكن لبرامج ما بعد المدرسة الفعالة محاولة سد الفجوة بين التحصيل التعليمي والطالب المصنف سلبيًا.

### النمو السلوكي
هنالك أدلة مختلطة حول ما إذا كانت برامج ما بعد المدرسة تؤثر إيجابيًا على النتائج السلوكية للشباب. أظهرت دراسة بوسنر وفاندل أن الطلاب الذين شاركوا في برنامج ما بعد المدرسة أظهروا أيضًا استقرارًا عاطفيًا وعلامات تكيف اجتماعي أكثر من نظرائهم. على وجه الخصوص، كان سلوك الطلاب في نشاط ما بعد المدرسة أفضل وتعديلهم بطريقة أكثر سلاسة عند الانتقال إلى صفوف جديدة أو مدارس جديدة، وعلى الأخص في الانتقال من المدرسة المتوسطة إلى الثانوية. قدمت دراسات أخرى بيانات كمية لدعم هذه الفوائد السلوكية من خلال إظهار أن الطلاب الذين يشاركون في برنامج ما بعد المدرسة في المتوسط لديهم عدد أقل من الاستشهادات التأديبية، ويُعلَقون أقل، ويُطردون أقل من أقرانهم الذين لا يشاركون في أي نشاط.   من ناحية أخرى، وجدت دراسة لبرامج ما بعد المدرسة في ماريلاند أن المشاركين ينخرطون في سلوك أكثر تمردًا من غير المشاركين.

### سد فجوة الإنجاز
أثبتت أنشطة ما بعد المدرسة آثارها على تقليل الفجوة في التحصيل الأكاديمي بين الطلاب البيض والطلاب الملونين في الولايات المتحدة.  في دراستها لعام 2005 حول الجهود المبذولة لمعالجة فجوة التحصيل العرقي في المناطق الحضرية، أشارت عالمة النفس جولي بريان إلى أن أنشطة ما بعد المدرسة يمكن أن تفيد بشدة الصحة الاجتماعية والعاطفية والأداء الأكاديمي للطالب.  حدد الطلاب الذين عملت معهم الأنشطة اللامنهجية، وفرص المساعدة الأكاديمية بعد المدرسة، وبرامج الإثراء الصيفية باعتبارها مساهمات مهمة في نجاحهم الأكاديمي ونموهم الشخصي.  يتمثل أحد جوانب هذا النجاح في أن أنشطة ما بعد المدرسة تمنح الطلاب الفرصة لتعميق العلاقات مع الموجهين البالغين، مثل المدربين الرياضيين والمعلمين وقادة المجتمع. تُظهر الأبحاث أن وجود البالغين المهتمين والداعمين في حياة الطلاب يزيد كثيرًا من إحساسهم بالقيمة الذاتية والإنجاز الأكاديمي وقدراتهم على المرونة في مواجهة الظروف المعاكسة مثل الفقر وسوء المعاملة.   تربط دراسة أجراها Gutman and Migley عام 2000 بين فوائد الطلاب الذين لديهم علاقات وثيقة مع البالغين المهتمين بانخفاض فجوة التحصيل.

### خسارة التعلم في الصيف
يمكن أن تلعب أنشطة ما بعد المدرسة دورًا في مكافحة فقدان التعلم في الصيف، والذي يشير إلى مقدار المهارات الأكاديمية التي يفقدها الطلاب خلال العطلة الصيفية بسبب عدم التعرض للمواد الأكاديمية.  وفقًا لسلسلة من 39 تحليلًا تلويًا جمعها هاريس كوبر في دراسة حول التعليم الابتدائي والطفولة المبكرة، تنخفض درجات اختبار الطلاب كثيرًا من آخر يوم في المدرسة في الربيع إلى اليوم الأول في الخريف؛ في المتوسط، تعيد العطلة الصيفية الطلاب إلى الوراء أكثر من شهر.  بالنسبة لطلاب المدارس الابتدائية والثانوية، فإن فهم القراءة، على وجه الخصوص، يتأثر بشدة بفقدان التعلم في الصيف.  إذا كان الطلاب قادرين على المشاركة في الأنشطة الأكاديمية خلال أشهر الصيف، فمن غير المرجح أن يكونوا عرضة لخطر فقدان التعلم في الصيف.  في الوقت الحالي، من المرجح أن يتمكن الطلاب من الخلفيات الاجتماعية والاقتصادية العليا من الوصول إلى الأنشطة الأكاديمية والمشاركة فيها خلال أشهر الصيف، مما يمنحهم ميزة في التحصيل الدراسي خلال العام الدراسي عند مقارنتهم بأقرانهم ذوي الأوضاع الاجتماعية والاقتصادية المنخفضة.

## انتقادات لأنشطة ما بعد المدرسة

### هيكل صلب
أحد الانتقادات الموجهة إلى أنشطة ما بعد المدرسة هو أنها توفر الكثير من الصلابة في حياة الطفل. يعتقد المدافعون عن الأبوة والأمومة البطيئة أنه يجب السماح للأطفال بتطوير أفكارهم الخاصة.  الشعور بالملل هو خطوة نحو امتلاك فكرة عن شيء آخر يمكن القيام به،  وقليل من تدخل الكبار أو عدم وجوده يسمح للأطفال بالتعبير عن إبداعهم. يجادل مؤيدو هذه النظرية بأن برامج ما بعد المدرسة المنظمة لديها القدرة على اتخاذ السبل لمثل هذا الإبداع والتعبير عن الذات بين الأطفال. وبالمثل، فإن المفهوم الطاوي لـ وو وي، الذي يُترجم حرفياً على أنه ‹‹عدم فعل››، يدعم العفوية في الحياة اليومية.  لِذا، في حين قد يكون هنالك بعض الأطفال الذين يستفيدون من الإشراف والدفع نحو أهداف تعليمية من خلال أنشطة ما بعد المدرسة المنظمة، فقد ينتهي الأمر بالبعض الآخر إلى تحقيق المزيد بمفردهم ، أو مع الحد الأدنى من الإشراف.

### دلالة على فرط الأبوة
نقد آخر لأنشطة ما بعد المدرسة هو أن المشاركة فيها يمكن أن تؤدي إلى زيادة التوتر والقلق بين الطلاب. الأطفال الذين يشاركون في العديد من الأنشطة المنظمة بعد المدرسة هو أحد الأعراض الشائعة للإفراط في الأبوة والأمومة.  في الأبوة المفرطة، وهي أكثر شيوعًا بين أسر الطبقة المتوسطة أو العليا، يميل الآباء إلى مراقبة جدول أطفالهم بدرجة مكثفة من أجل حماية أطفالهم أو تحسين مهاراتهم الاجتماعية، وتطورهم الأكاديمي، و / أو آفاقهم المستقبلية.  وهذا ممكن أن يؤدي إلى مشكلات نفسية دائمة بين الأطفال، مثل ضعف الاستقلال ومهارات الاندماج، وتدني احترام الذات، والاضطرابات المرتبطة بالتوتر والقلق.  درست عالمة النفس مادلين ليفين في دراستها ثمن الامتياز، الآثار النفسية للإفراط في تربية الأبناء على الأطفال ذوي الامتيازات الاجتماعية والاقتصادية، متضمنة تأثير المشاركة في أنشطة ما بعد المدرسة. ووجدت أن أطفال العائلات الثرية كانوا أكثر عرضة للإصابة باضطرابات نفسية مثل القلق والاكتئاب. من خلال قضاء الكثير من الوقت في أنشطة ما بعد المدرسة المنظمة التي سجلهم آباؤهم فيها، أخفق الأطفال الذين عمل معهم ليفين في تطوير الإدارة الذاتية بوجه مناسب ، والتي تعد مقدمة قوية لكل من القوة النفسية الداخلية والإنجاز الأكاديمي.